# Șvedciîna, Semenivka
Șvedciîna (în ucraineană Шведчина) este un sat în comuna Stara Hutka din raionul Semenivka, regiunea Cernihiv, Ucraina.

## Demografie
Componența lingvistică a localității Șvedciîna
     Ucraineană (95,59%)
     Rusă (4,41%)
Conform recensământului din 2001, majoritatea populației localității Șvedciîna era vorbitoare de ucraineană (95,59%), existând în minoritate și vorbitori de rusă (4,41%).